# Aéroport de Khasab
Pour les articles homonymes, voir KHS.
L'aéroport de Khasab (code IATA : KHS ; en anglais, Khasab Airport ; en arabe, مطار خصب) est un aéroport du Sultanat d'Oman situé dans le Nord du pays, à Khasab, la capitale du gouvernorat de Moussandam. C'est à la fois un aéroport civil et une base aérienne militaire.

## Situation
| Sohar Duqm Khasab Mascate Salalah |

## Compagnies et destinations
Khasab est relié à Mascate, la capitale nationale, par Oman Air.